# 4372 Quincy
4372 Quincy este un asteroid din centura principală, descoperit pe 3 octombrie 1984 de Oak Ridge Obs..